# Carme XI
Il Carme 11 di Catullo è l'undicesimo del Liber e appartiene alle nugae, la prima categoria del Liber che comprende dal v. 1 al v. 60. Il tema predominante del Carme 11 è l'amore di Catullo nei confronti di Lesbia, la donna amata a cui viene dedicato tutto il Liber, in particolare il carme è considerato l'annuncio della definitiva rottura della loro storia d'amore. Dal testo si può determinare una data di composizione abbastanza precisa, infatti nei vv. 10-12 si accenna alle spedizioni di Cesare in Britannia, avvenute nel 55 e nel 54.
Il Carme 11 racconta di quando Lesbia aveva tentato di riconciliarsi con Catullo, servendosi di Furio e Aurelio, due falsi amici del poeta, come intermediari. Catullo, pur non volendo la riconciliazione con la donna amata, confessa il suo triste amore crudelmente deluso. La procedura si modella sulla base del divortium per nuntium, "separazione annunciata per mezzo di un messaggero", nella quale il marito ripudiava l'adulterio della moglie.
Nel Carme 11, Lesbia utilizza come tramite Furio ed Aurelio. Questi due personaggi compaiono anche in altri testi come rivali in amore del poeta. Le vicende di questa amicizia-rivalità sono raccontate nei cc. 15-16-21-23-26.

## Testo
Caèsarìs visèns monumènta màgni,
Gàllicùm Rhenum, hòrribilèsque ùlti-
mòsque Britànnos,

òmnia haèc, quaecùmque ferèt volùntas
caèlitùm, temptàre simùl paràti:
pàuca nùntiàte meaè puèllae
nòn bona dìcta:

cùm suìs vivàt valeàtque moèchis,
quòs simùl complèxa tenèt trecèntos,
nùllum amàns verè, sed idèntidem òmnium
ìlia rùmpens;

nèc meùm respèctet, ut ànte, amòrem,
qui ìlliùs culpà cecidìt velùt prati
ùltimì flos, praètereùnte pòstquam
tàctus aràtro est.»
sia tra gli Ircani e gli Arabi viziosi,
sia tra gli Sciti e i Parti armati di frecce,

sia il Nilo dalle sette foci che
colora il mare,

sia dopo che varcherà le erte Alpi,
per vedere le tracce delle imprese del grande Cesare,
il Reno in Gallia, e i terribili
remoti Britanni,

qualsiasi cosa, qualsiasi destino porti la volontà
agli dèi, pronti a visitare assieme ogni luogo,
annunciate alla mia ragazza
queste poche ma crude parole:

stia bene e se la spassi con i suoi amanti,
che tiene alla volta tutti e trecento stretti in un abbraccio,
non amandone nessuno veramente, ma sfiancandoli
tutti ripetutamente;

non si volti indietro, come prima, verso il mio amore,
che cadde per colpa sua come
un fiore al margine del prato, dopo che
è stato falciato dall’aratro che ha proseguito.»
(Carme 11)

## Analisi
Il componimento è in strofa saffica minore. Nel primo verso l'autore ironizza sull'esagerata disponibilità dei suoi amici Furio ed Aurelio, che si dicono disposti a seguirlo ovunque. L'aggettivo comites (accompagnatori) attribuito ai due personaggi, indica la stimata prova di amicizia, quando ci si esponeva alle fatiche e ai disagi dei viaggi per accompagnare qualcuno. Viene così introdotto il tema del viaggio con un riferimento alle terre lontane dell’India (v.2) e della Britannia (v.12) che costituiscono i due punti estremi del mondo allora conosciuto. Segue poi un elenco di popoli scandito dall’uso dell’anafora sive/seu; infatti, solitamente gli antichi tendevano a designare i popoli con il luogo della regione da essi abitata. All’interno delle terre menzionate è compresa anche la Britannia, territorio conquistato da Cesare nel 55. Catullo fa riferimento all’ impresa compiuta da Cesare, sottolineando l’imponenza delle sue gesta con l’aggettivo magni. Tuttavia, è in dubbio se i numerosi riferimenti a Cesare nel Liber abbiano un’accezione celebrativa o ironica, in cui Catullo mostrerebbe una scarsa simpatia per questo personaggio.
Dopo la prima strofa che contiene la richiesta di Catullo di riferire alla donna amata la sua volontà, nelle altre due strofe è presente il suo messaggio. Il contenuto è espresso con un tono secco e brutale in antitesi con lo stile altisonante dei versi precedenti. Catullo utilizza un lessico volgare e si serve di espressioni della lingua di consumo come l’augurio sarcastico vivat valeatque; il termine moechis, un grecismo dispregiativo che significa “amante, adultero”; il numero iperbolico di trecento indica la moltitudine di uomini che Lesbia ha frequentato pur non amandone nessuno. Infine, la dura espressione illa rumpens rimanda alla sfera sessuale.
Il Carme termina con la delicata immagine del fiore reciso dall’aratro, che simboleggia l’amore di Catullo troncato dalla brutalità e dall’insensibilità di Lesbia. La similitudine del fiore introduce un percorso lessicale sulla natura caratterizzato dai termini: prati, flos, aratro. Questa immagine viene ripresa da Catullo dalla poetessa greca Saffo.
Alcuni ricercatori nel 700d.C trovarono importanti scritti relativi a questa poesia da parte di una donna. Non si sa chi essa sia ma molti studiosi universitari moderni pensano fosse la cugina di Lesbia: Alma.